# Německý Šicndorf
Německý Šicndorf (německy Deutsch Schützendorf, též Německý Šicendorf či po roce 1950 Střelecká) byl samostatná obec v okrese Jihlava. V roce 1948 byl sloučen s Dobronínem. Leží na katastrálním území Střelecká a je základní sídelní jednotkou Dobronína.

## Historie
Od roku 1483 obec vlastnil Zich Kobík z Opatova, který zároveň byl majitelem Dobronína. V letech 1486–1515 obec vlastnil Hynek Boček z Kunštátu a na Polné, poté se ves vrátila pod majetek Trčků z Lípy. Jan starší Trčka z Lípy prodal roku 1536 majetek Jihlavě. V roce 1596 Jihlava nakoupila i Štoky, čímž vzniklo panství Střítež-Štoky, kam patřil i Německý Šicendorf. V roce 1625 koupil panství jihlavský měšťan Jan Heidler z Bukova. Od roku 1678 jej vlastnili Jan Pachta z Rájova. Roku 1725 se stal majetkem spolu s panstvím Střítež litoměřického biskupa Mořice Adolfa Saského. V roce 1748 patřil knížeti Josefu Karlu Palmovi z Guldenfingenu, jehož rod se hlásil k majitelům vsi až do roku 1840, kdy jej prodal rodu Hohenzollernů. V roce 1863 se panství stalo fideikomisním majetkem. Roku 1874 tu podnikatel Jaroslav Pittner postavil továrnu na výrobu provazů, kterou po zániku výroby provazů přestavěl na sklárny a brusírnu. V roce 1880 zde byla postavena škola a docházelo sem 82 dětí. Sbor dobrovolných hasičů v Německém Šicndorfu byl založen v roce 1896. 14. prosince 1948 byl Německý Šicndorf sloučen s Dobronínem pod společným názvem Svobodín, ten 8. ledna 1950 ministerstvo vnitra změnilo na úřední název Dobronín–Střelecká. K pojmenování Dobronín se obec vrátila v roce 1960. Od roku 1971 v budově bývalé školy sídlila pobočka Domova důchodců Ždírec s 28 lůžky, po zrušení v roce 2010 obec budovu odkoupila a rozhodla se zde vybudovat byty.